# Пиччинино, Никколо
Никколо Пиччинино (итал. Niccolò Piccinino; 1386, Перуджа — 1444, Милан) — итальянский кондотьер.

## Биография
Пиччинино родился в Перудже в семье мясника. Военную службу он начал у известного кондотьера Браччо да Монтоне, который в то время вёл самостоятельную войну с Перуджей. После смерти своего командира в 1424 году и скорой смерти его сына Оддо, Пиччинино возглавил его военный отряд. Некоторое время он служил Флорентийской республике, в 1425 году перешёл на службу миланскому герцогу Филиппо Мария Висконти.

Вместе с кондотьером Никколо Фортебраччо Пиччинино стоял во главе миланской армии во время войн с папой Евгением IV, Венецией и Флоренцией. В 1432 году он разбил венецианскую армию при Делебьо, а в 1434 году — папскую армию при КастеАль-Болоньезе. После смерти Фортебраччо в сражении с папской армией под командованием Франческо Сфорца при Фьордимонте Пиччинино остался единственным командующим герцогских войск. Во время войны против Сфорца он хитростью взял несколько городов в Романье. 
В 1439 году в новой войне между Миланом и Венецией Пиччинино вновь воевал против Сфорца, который на этот раз служил венецианцам. Пиччинино убедил герцога Висконти отправить его в Умбрию, где он, как и многие другие кондотьеры, надеялся захватить владения для себя лично. Однако в 1440 году он был разбит армией Нери Каппони при Ангьяри, но, хотя многие из людей Пиччинино попали в плен, Нери их отпустил . Когда война переместилась в Ломбардию, Пиччинино действовал более успешно, разбив и окружив Сфорца при Мартиненго. За пленного Сфорца Пиччинино потребовал у Висконти титул правителя Пьяченцы.
Герцог предпочёл заключить со Сфорца перемирие, но тот вскоре стал самостоятельной и крайне опасной силой в Марке. Сфорца был угрозой для своего бывшего работодателя папы, Висконти и Неаполитанского королевства, которые выступили против кондотьера и поставили во главе объединённой армии Пиччинино. Сфорца был вытеснен из Марке, но разбил противников при Монтелауро. Пиччинино собирался с силами для новых сражений со Сфорца, но был вызван в Милан, в то время как его армия была разгромлена уже без него. От полученных ранений он скончался в 1444 году.
Пиччинино был низкорослым, хромым и имел плохое здоровье, но он был храбр до безрассудства и находчив, в то же время имел репутацию человека жестокого и ненадёжного, движимого лишь собственным тщеславием. У Пиччинино осталось два сына, Якопо и Франческо, оба стали кондотьерами.